# Antoni Weryński
Antoni Weryński (ur. 19 maja 1949, zm. 13 listopada 2012) – polski piłkarz ręczny, młodzieżowy reprezentant Polski, działacz sportowy i samorządowy, przedsiębiorca oraz cukiernik.  Dawny zawodnik Stali Mielec, z którą zdobył wicemistrzostwo Polski oraz Puchar Polski, a od 1999 do swojej śmierci w 2012 roku prezes tego klubu. Uhonorowany został tytułem Mielczanina Roku 2010 w plebiscycie tygodnika „Korso”, a 30 września 2012 otrzymał od Związku Piłki Ręcznej w Polsce Diamentową Odznakę za Zasługi dla Piłki Ręcznej. Był również jednym z właścicieli rodzinnej cukierni, założonej w 1930 w Mielcu.
Od 2013 roku rozgrywany co roku w sierpniu w Mielcu Turniej Piłki Ręcznej o Puchar Marszałka Województwa Podkarpackiego i Prezydenta Miasta Mielca nosi imię Antoniego Weryńskiego.